# Chiesa di Santa Maria del Carmine (Angri)
La chiesa di Santa Maria del Carmine è un edificio religioso cattolico situato tra corso Vittorio Emanuele e via Giudici della città di Angri, in provincia di Salerno.

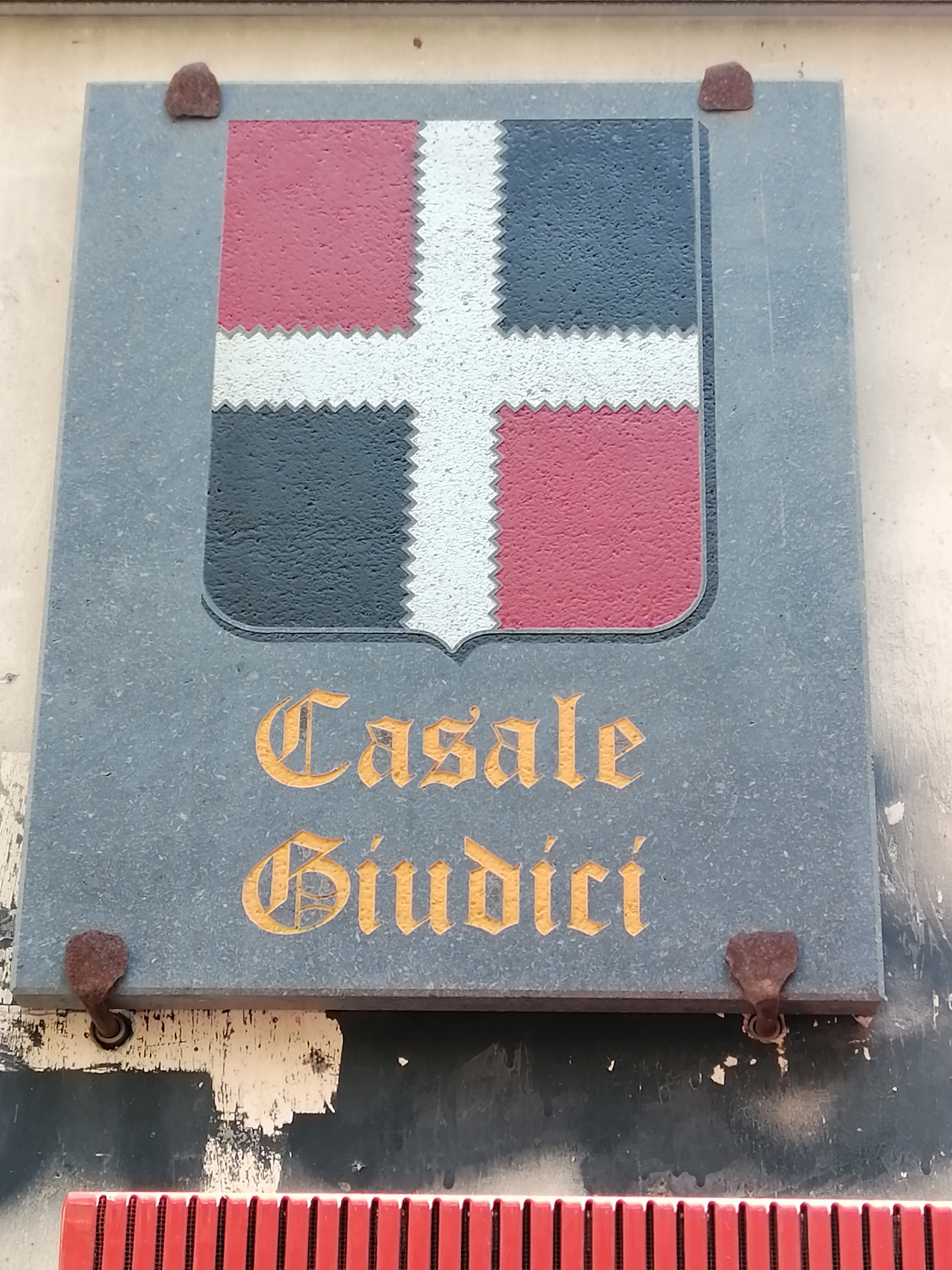
Stemma rappresentativo della nobile e antica famiglia angrese dei Giudici, affisso ad una casa, nel casale o per lo meglio dire nella strada omologa dov'è ubicata la chiesa di Santa Maria del Carmine.

## Storia
La fondazione della chiesa di Santa Maria del Carmine del monastero dei frati carmelitani scalzi
La chiesa venne fatta erigere nel 1611 dai nobili di Angri su proposta dei frati carmelitani insieme ad un loro convento, situato in località Camaldoli di Angri, poco distante dalla chiesa.
Le prime restaurazioni
La chiesa venne fatta ristrutturare una prima volta, nel 1670 da mastro Pietro Desiderio.
Nel '700 venne poi fatta interamente ristrutturare in stile barocco.
La soppressione del monastero dei frati carmelitani scalzi
Nel corso degli anni la località nella quale era ubicato il convento cambiò di nome e attualmente la strada porta un altro nome ancora, secondo alcune fonti pare che il monastero dei frati carmelitani scalzi subì un incendio e non venne più ricostruito ma, secondo le fonti ufficiali del tempo, tramite regio decreto del codice napoleonico, il monastero dei frati carmelitani scalzi venne soppresso e adibito ad una nuova funzione civile, come accaduto ad altre strutture religiose presenti in Angri e in tutto il regno di Napoli di quell'epoca.
Nuovi ampliamenti ed adeguamenti alle funzioni religiose
Nel 1925 venne rimodernato l'intero pavimento della chiesa, ad opera del sacerdote dell'epoca Giuseppe Vaccaro, divenuto poi abate della Collegiata di San Giovanni Battista di Angri. Durante questi restauri vennero abbattuti anche l'altare maggiore con i due laterali per attuare la chiesa alla nuova liturgia.
I restauri dopo il terremoto del 23 novembre 1980

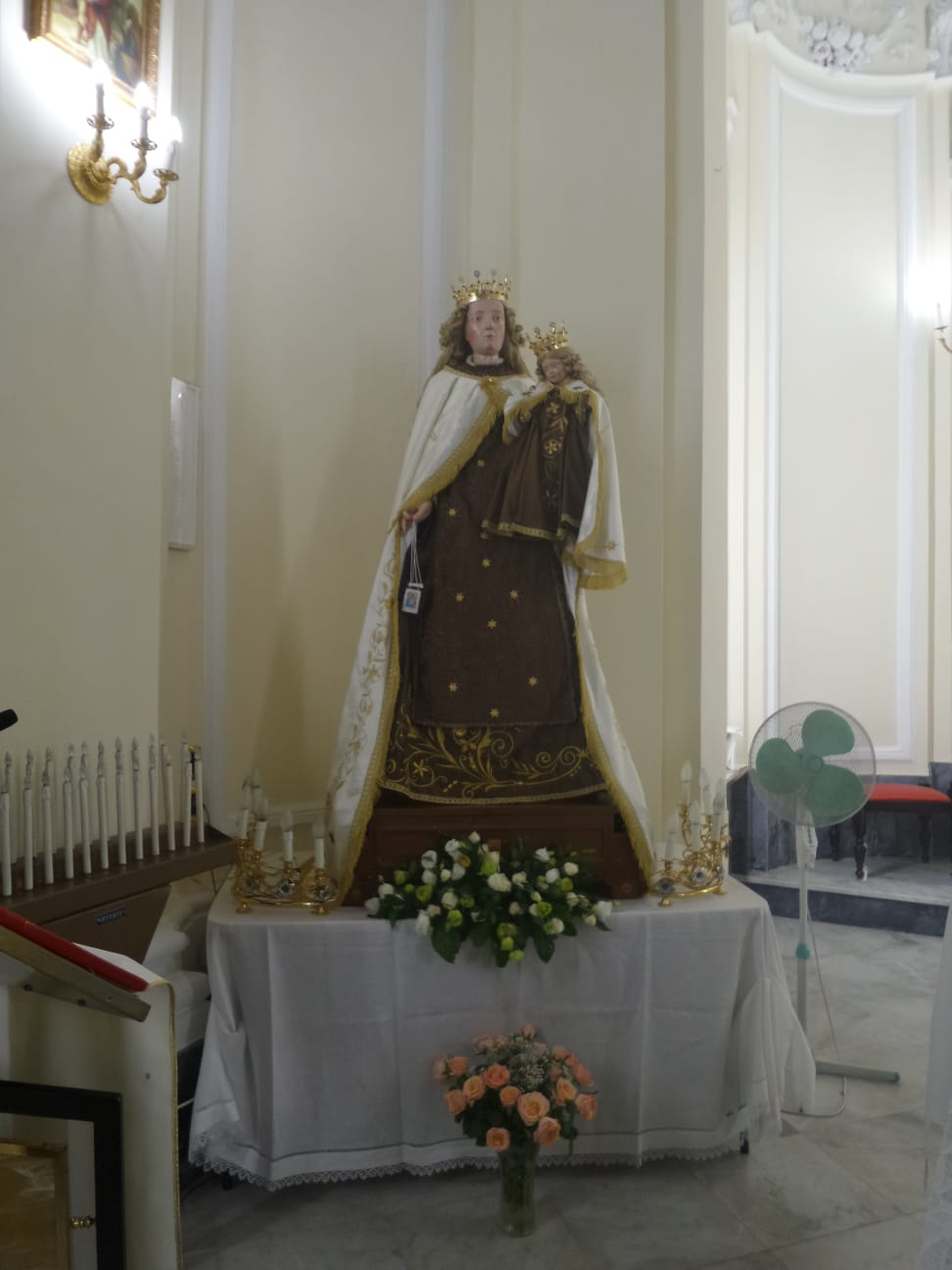
Statua in cartapesta della Vergine del Carmelo con Gesù Bambino fra le sue braccia esposta vicino allaltare maggiore della chiesa durante il periodo della ricorrenza della festività della Madonna del Carmine.

Durante il terremoto dell'Irpinia del 23 novembre 1980, la parte superiore della facciata della chiesa venne distrutta, con la perdita dell'affresco ottocentesco e la chiesa subì anche altri danni sia all'esterno che all'interno. Il distacco della facciata uccise 9 persone di Angri che si trovavano nel sagrato e ne ferì altre.

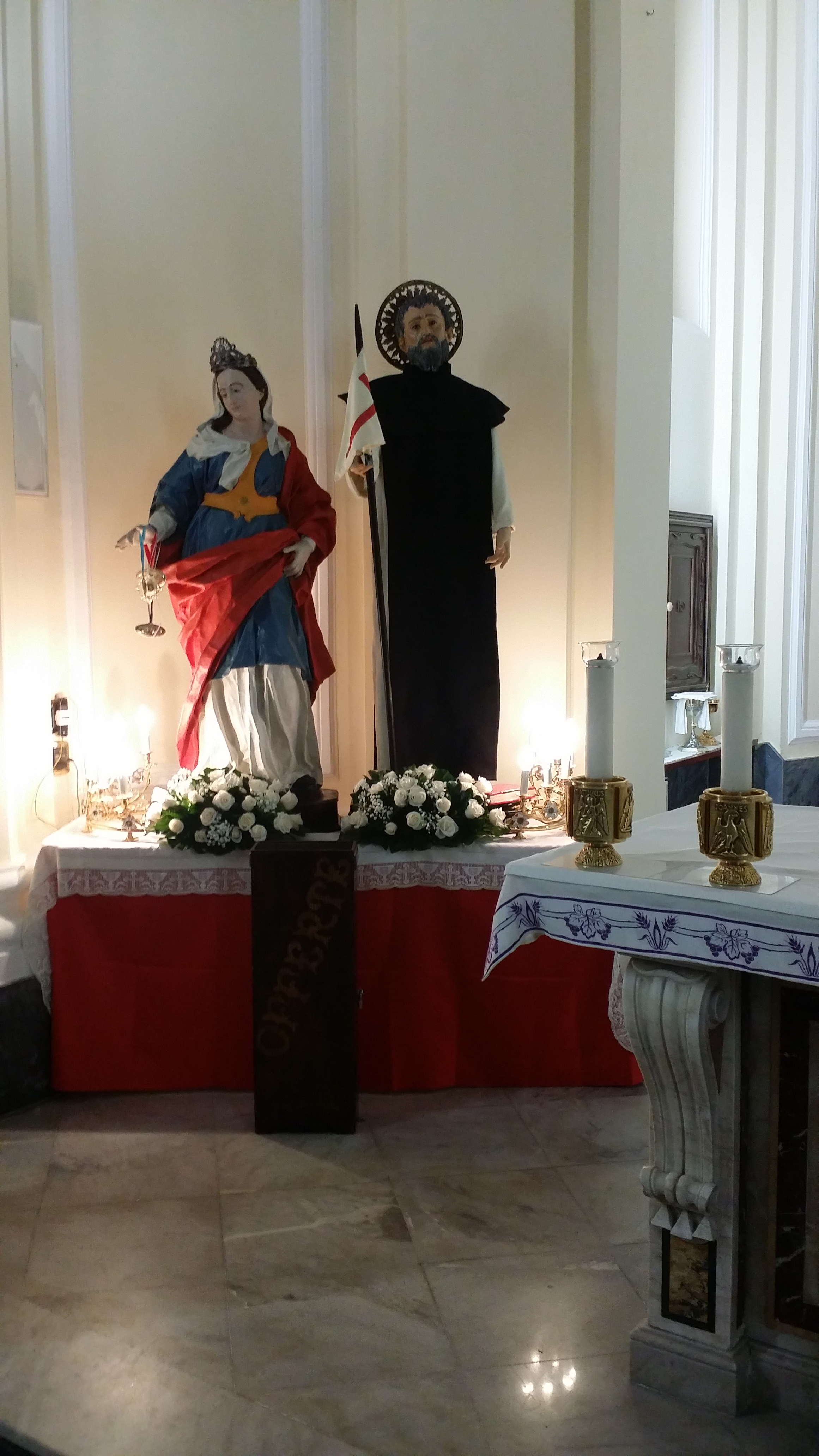
Statue in cartapesta di santa Lucia e sant’Aniello abate esposte vicino all'altare maggiore della chiesa di Santa Maria del Carmine durante il periodo della loro ricorrenza onomastica.

Il 23 novembre del 2003, a 23 anni esatti dal terremoto dell'Irpina, è stata posta in piazza Annunziata, dal comune di Angri, una lapide commemorativa per ricordare le 9 persone uccise dal crollo della facciata superiore della chiesa di Santa Maria del Carmine.

## Descrizione
L'ubicazione della chiesa e la sua composizione esterna
La chiesa sorge nell'incrocio di due vie antiche della città, corso Vittorio Emanuele e via Giudici. Venne eretta nel 1611 insieme ad un monastero attiguo dei frati carmelitani, oggi del tutto scomparso.

La chiesa venne ristrutturata interamente nel Settecento nello stile barocco. All'esterno della chiesa vennero aggiunti due campanili in stile dorico.

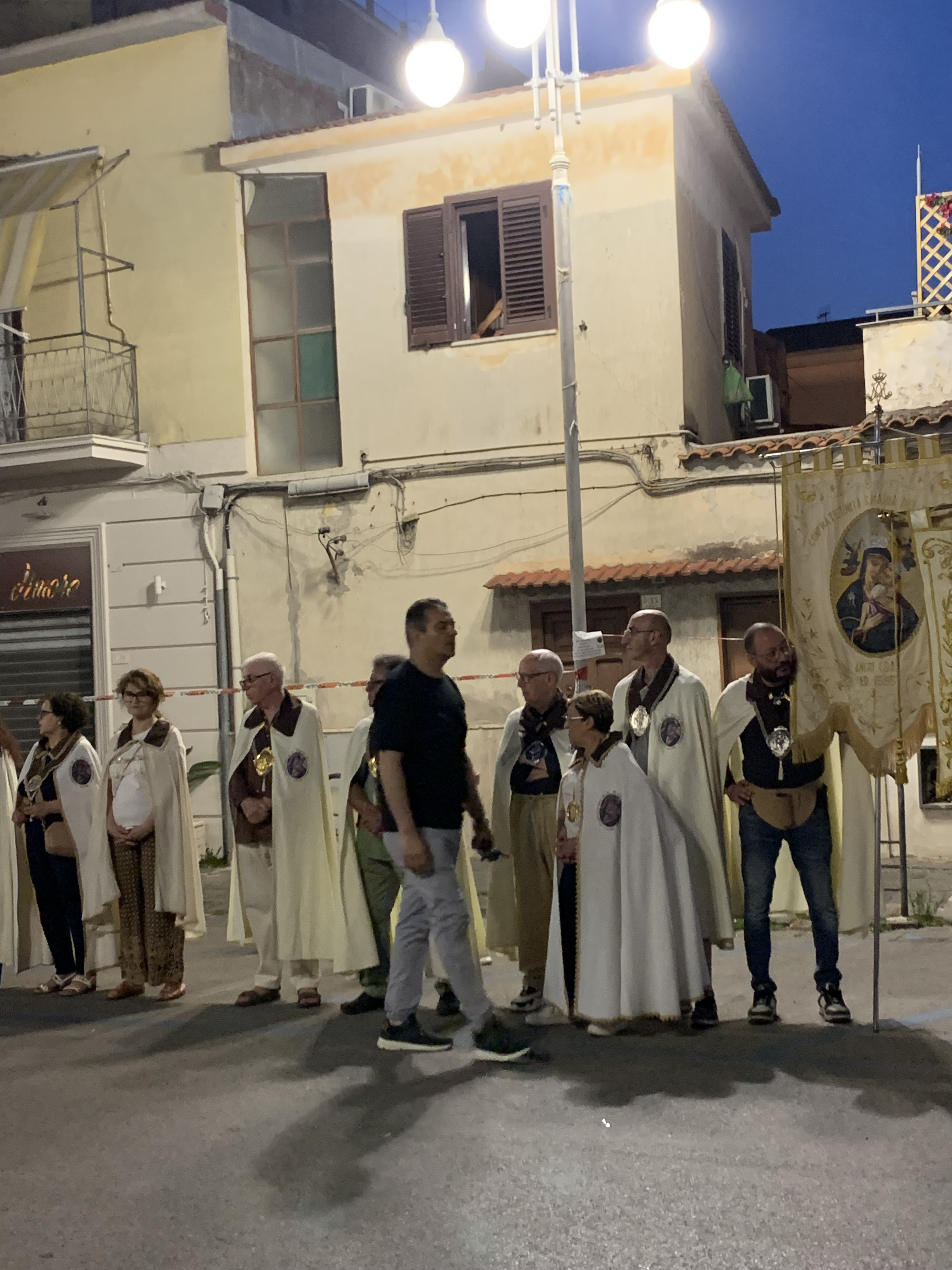
Momento della processione del Corpus Domini e passaggio di alcuni membri della confraternita della chiesa di Santa Maria del Carmine presso piazza Annunziata.

Ambienti interni, paralleli e piano superiore Al suo ingresso principale, in alto all'atrio, visibile dal coro e dalla zona centrale, vi è un antico organo a canne, dietro il quale è presente una grossa finestra circolare, ben visibile dall'esterno. Al suo interno la chiesa si presenta priva di colonnati laterali mentre su una parte del soffitto, nella zona della navata, vi è una volta a botte, assente nella zona del coro e dell'abside. Al centro della chiesa, in alto, sulla destra, sono presenti 3 finestroni laterali, visibili anch'essi dalla strada mentre, in alto, alla destra e alla sinistra dell'abside, sono presenti due piccole finestre. Quella alla destra dell'abside non è visibile interamente dalla strada ma la sua gemella si. Alla destra dell'abside, poco prima dell'altare principale, c'è una stanza, riconvertita dopo l'ultimo restauro a piccolo altare minore.

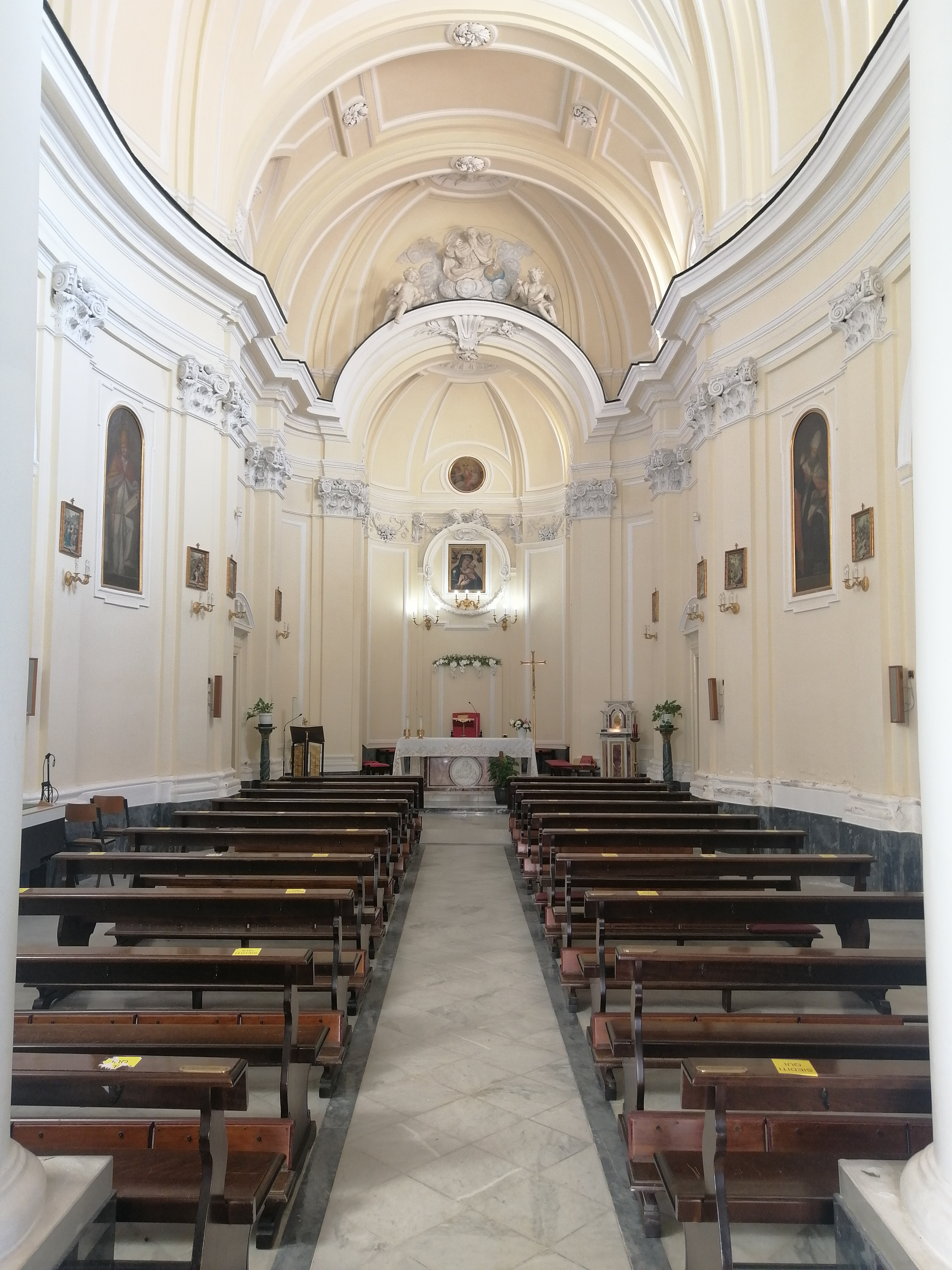
La navata centrale della chiesa di Santa Maria del Carmine.

Sempre dall'ingresso principale della chiesa è presente una porta nella parte sinistra, dalla quale si può accedere ad uno stanzone limitrofo, in tale stanza vi è anche una porta con accesso esterno. Questo stanzone viene adoperato attualmente come deposito e come sede principale della confraternita della Madonna del Carmine. Sempre all'ingresso della chiesa, c'è un'altra stanza, sulla destra dove vengono conservate delle opere artistiche, al suo interno c'è anche una piccola stanzetta, utilizzata come piccolo deposito. Nel locale dove vengono conservate le statue è possibile accedere all'esterno, tramite una porticina esterna ma, vi è anche un'altra porta dalla quale, si accede alla stanza della sagrestia. Successiva alla stana della sagrestia vi è una scalinata che porta al piano superiore, dove vi sono diverse stanze a loro volta e di cui in epoca moderna, sono state riconvertite ad abitazione privata dei sacerdoti officianti. Vi è successivamente un'altra stanza al pian terreno, come prolungamento di quella precedente, utilizzata anch'essa come sagrestia, da quest'ultima si accede alla zona del coro ma anche ad una stanza esterna riconvertita attualmente come centro Caritas. Anticamente tutte le stanze non destinate alle funzioni liturgiche della chiesa, vennero utilizzate dai monaci carmelitani che la gestivano, come luoghi abitativi poiché, vi era anche un loro monastero limitrofo delle quali, in epoca moderna esso non esiste più.

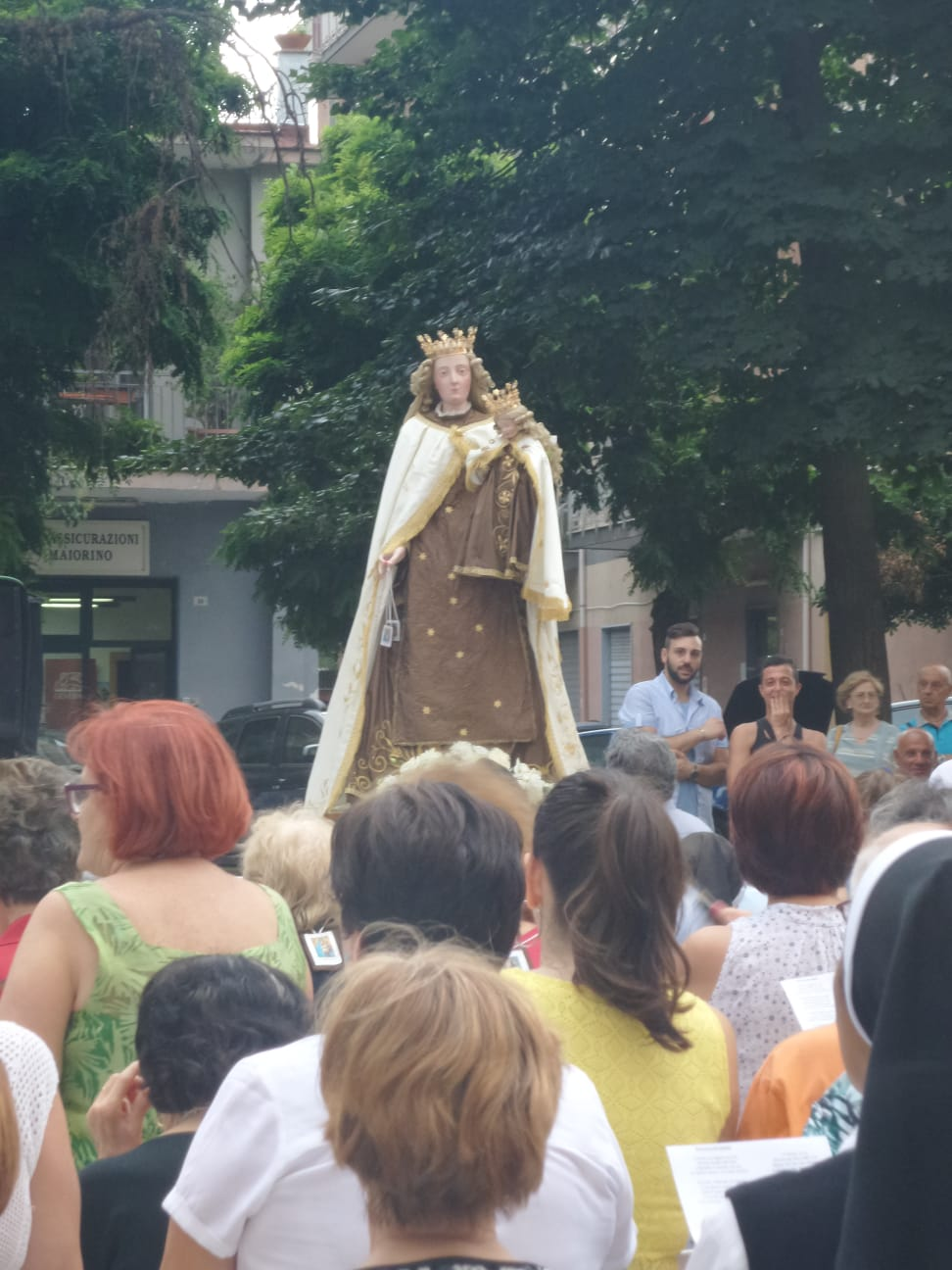
Momento della processione della Madonna del Carmine e passaggio della statua della Madonna per la piazza Annunziata di Angri.

Opere artistiche conservate al suo interno
Nella chiesa fin dal seicento è custodita una pala d'altare raffigurante la Madonna bruna.

La chiesa venne inoltre arricchita di opere tra le quali: un dipinto settecentesco di forma ovale, incastonato nella volta e raffigurante la Madonna Assunta, quadri con Santa Lucia e San Benedetto e quattro statue fabbricate in cartapesta di Sant'Aniello di Napoli, Santa Lucia, Gesù e della Vergine del Carmelo con Gesù Bambino, quest'ultima datata al 1718.

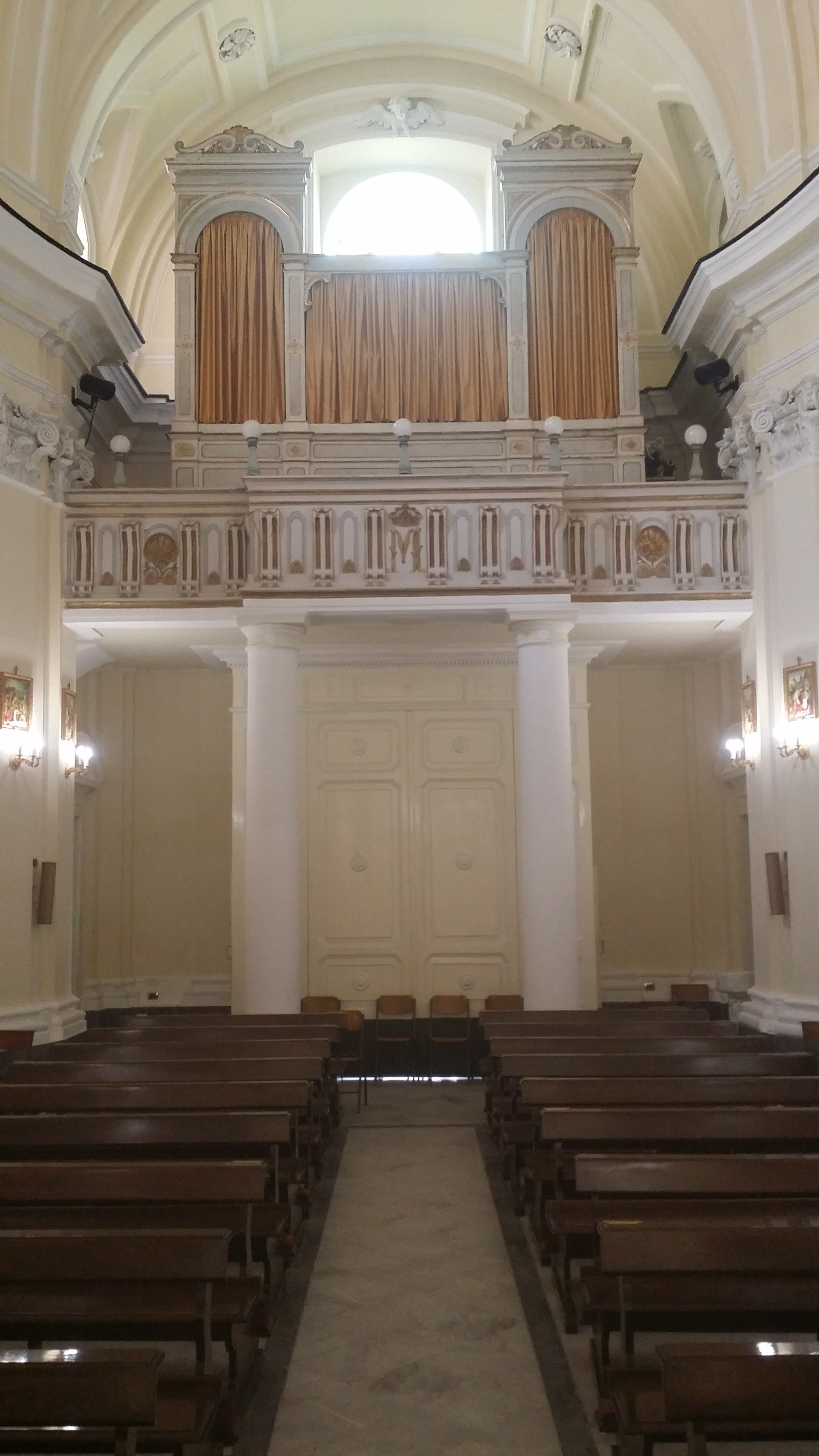
Organo della chiesa di Santa Maria del Carmine situato all'interno della chiesa e sopra al suo ingresso principale.

Nell'Ottocento la facciata superiore della chiesa venne arricchita da un affresco.
Dopo il terremoto la chiesa venne chiusa alle funzioni religiose per un lungo periodo di tempo e, successivamente, venne ristrutturata sia all'interno che all'esterno.
Nella stanzetta posta alla destra dell'altare maggiore, in epoca contemporanea, la stanza è stata riconvertita a piccolo altare minore, nel quale vi è presente un inginocchiatoio e un crocifisso ligneo di dimensioni grandi.
Nell'autunno del 2005 in una stanza situata a pian terreno, della parte sinistra dell'ala della chiesa, presero fuoco inaspettatamente le statue di Sant'Aniello di Napoli e della Vergine del Carmelo, con la perdita totale anche degli antichi vestiti settecenteschi che esse indossavano. Le statue di Santa Lucia e di Gesù che erano presenti nella stanza invece, si bruciarono parzialmente non subirono particolari danni. Tutte e quattro queste antiche statue vennero successivamente restaurate l'anno successivo e rivestite nuovamente con nuovi abiti preparati apposta, successivamente sono state riposte nella stessa stanza della chiesa dov'è avvenne l'incendio ma questa volta in coppia di due e in teche di vetro protettive, insieme a quella di Gesù e di Santa Lucia anch'esse restaurate nelle zone danneggiate. La statua di Sant'Aniello è stata messa insieme a quella di Santa Lucia poiché, la ricorrenza della loro festività è successiva di un solo giorno mentre, la statua di Gesù adulto è stata affiancata a quella della Vergine del Carmelo con Gesù Bambino. In epoca recente sono state aggiunte nella stessa stanza su una parete, un quadro di Gesù, su un'altra parete dirimpetto alle statue, un altro quadro ma questa volta di un cardinale con un penitente. Sono presenti nella stanza anche un crocefisso di dimensioni grandi e una statua plastificata di sant'Alfonso Maria Fusco con due ragazzini, entrambi gli oggetti sono di epoca recente.

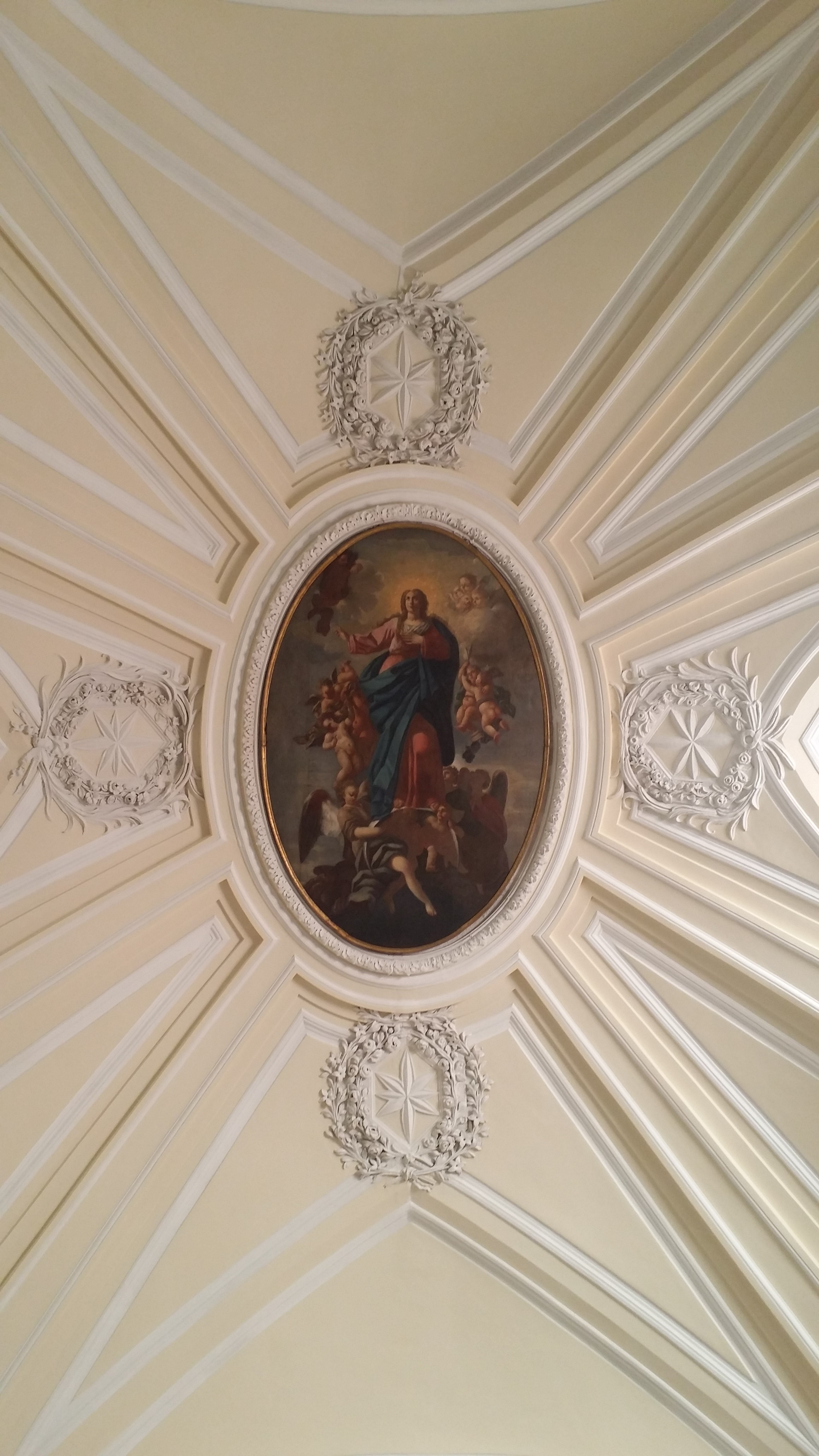
Un dipinto di forma ovale incastonato nella volta a botte della navata centrale della chiesa della Madonna del Carmine, raffigurante la Madonna Assunta in Paradiso fra gli angeli.

## Eventi recenti
Festa della Madonna del Carmelo o Madonna del Carmine
Ogni 20 di luglio si celebra la festa religiosa e la processione per le strade di Angri della statua della Madonna custodita all'interno della chiesa.
La confraternita di Santa Maria del Carmine
In un locale annesso alla chiesa è presente anche un'antica confraternita nata insieme alla fondazione della chiesa e che prende il nome dal santuario. Questa confraternita partecipa ogni anno alle seguenti festività religiose: Corpus Domini, ricorrenza della festività della Madonna del Carmine, di cui viene portata la statua conservata nella stessa chiesa in processione e infine, alla ricorrenza della festività di san Gerardo Maiella, per quest'ultima processione, i fedeli della chiesa di Santa Maria del Carmine insieme a quelli della limitrofa chiesa della Santissima Annunziata procedono insieme in processione portando la statua di San Gerardo Maiella, conservata nella chiesa dell'Annunziata per le vie limitrofe.
Il centro Caritas annesso alla chiesa del Carmine
In un altro locale connesso alla chiesa è presente anche un centro Caritas, fatto nascere dopo la creazione al livello nazionale di quest'ente.

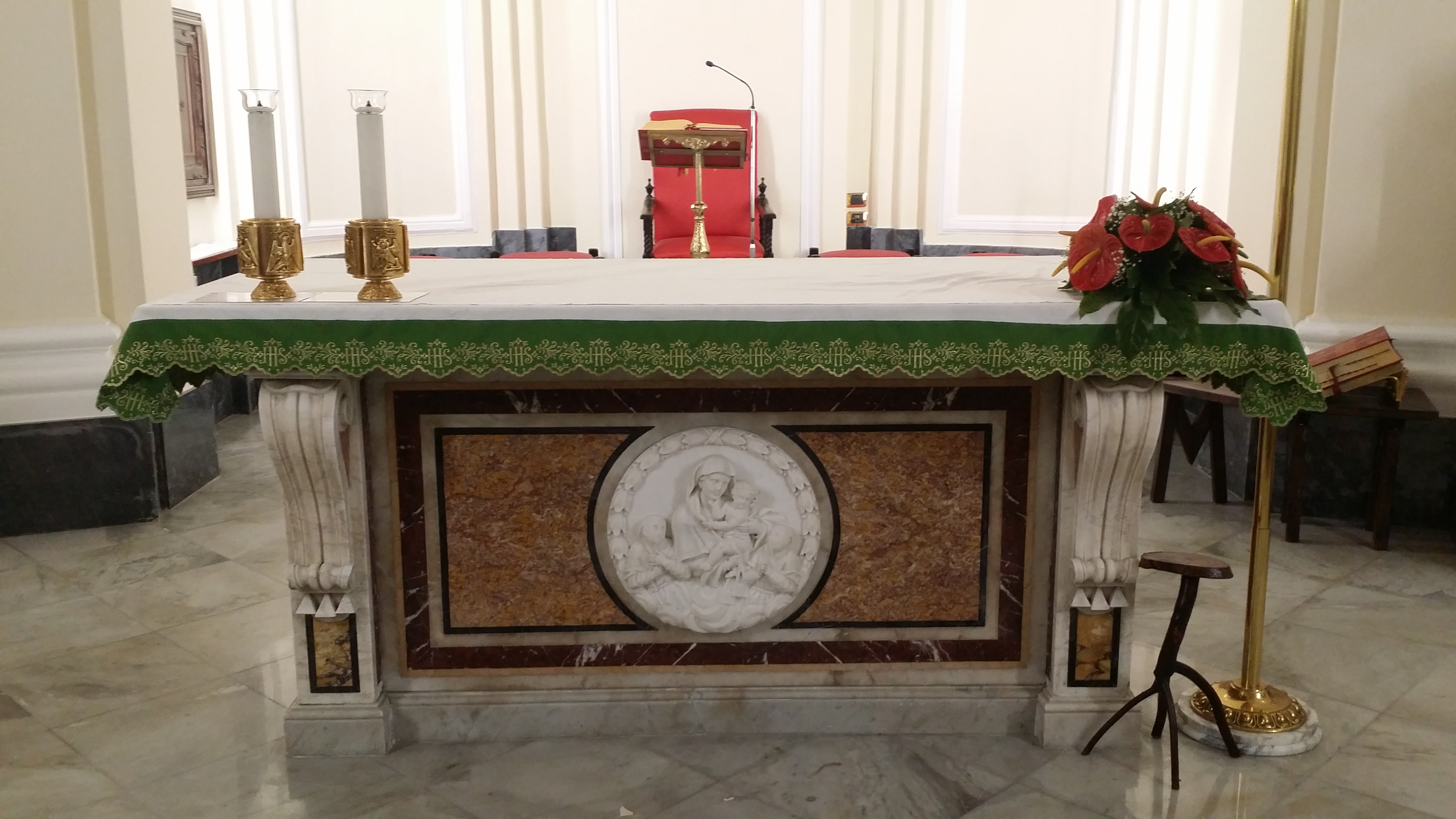
Altare maggiore della chiesa di Santa Maria del Carmine, fatto in marmi policromi con raffigurazione circolare centrale in stucco bianco della Madonna col Bambino Gesù.